# Apodanthera laciniosa
Apodanthera laciniosa är en gurkväxtart som först beskrevs av Diederich Franz Leonhard von Schlechtendal, och fick sitt nu gällande namn av Célestin Alfred Cogniaux. Apodanthera laciniosa ingår i släktet Apodanthera och familjen gurkväxter. Inga underarter finns listade i Catalogue of Life.